# UFC on Fox: Weidman vs. Gastelum
UFC on Fox: Weidman vs. Gastelum (también conocido como UFC on Fox 25) fue un evento de artes marciales mixtas organizado por Ultimate Fighting Championship. Se llevó a cabo el 22 de julio de 2017 en el Nassau Veterans Memorial Coliseum, en Uniondale, New York.

## Historia
El combate estelar contó con un combate de peso mediano entre el excampeón de peso mediano Chris Weidman y Kelvin Gastelum.
El evento coestelar contó con el combate de peso pluma entre Darren Elkins y Dennis Bermudez.

## Premios extra
Los siguientes peleadores recibieron un bono de $50 000 dólares:

- Pelea de la Noche: Elizeu Zaleski dos Santos vs. Lyman Good
- Actuación de la Noche: Alex Oliveira y Junior Albini